# Список игр, изображённых на картине «Детские игры»

На картине Питера Брейгеля Старшего «Детские игры» (нидерл. Kinderspelen) изображено более 200 детей, играющих в разнообразные игры. Идентификация и описание этих игр предпринимались различными исследователями, среди которых Густав Глюк (Gustav Glück), Виктор де Майере (Victor de Meyere) и Жаннетт Хиллс (Jeannette Hills). В 1981 году Сандра Хиндман на основе их работ составила сводный каталог игр, в котором они располагаются следующим образом (начиная с нижнего левого угла картины):

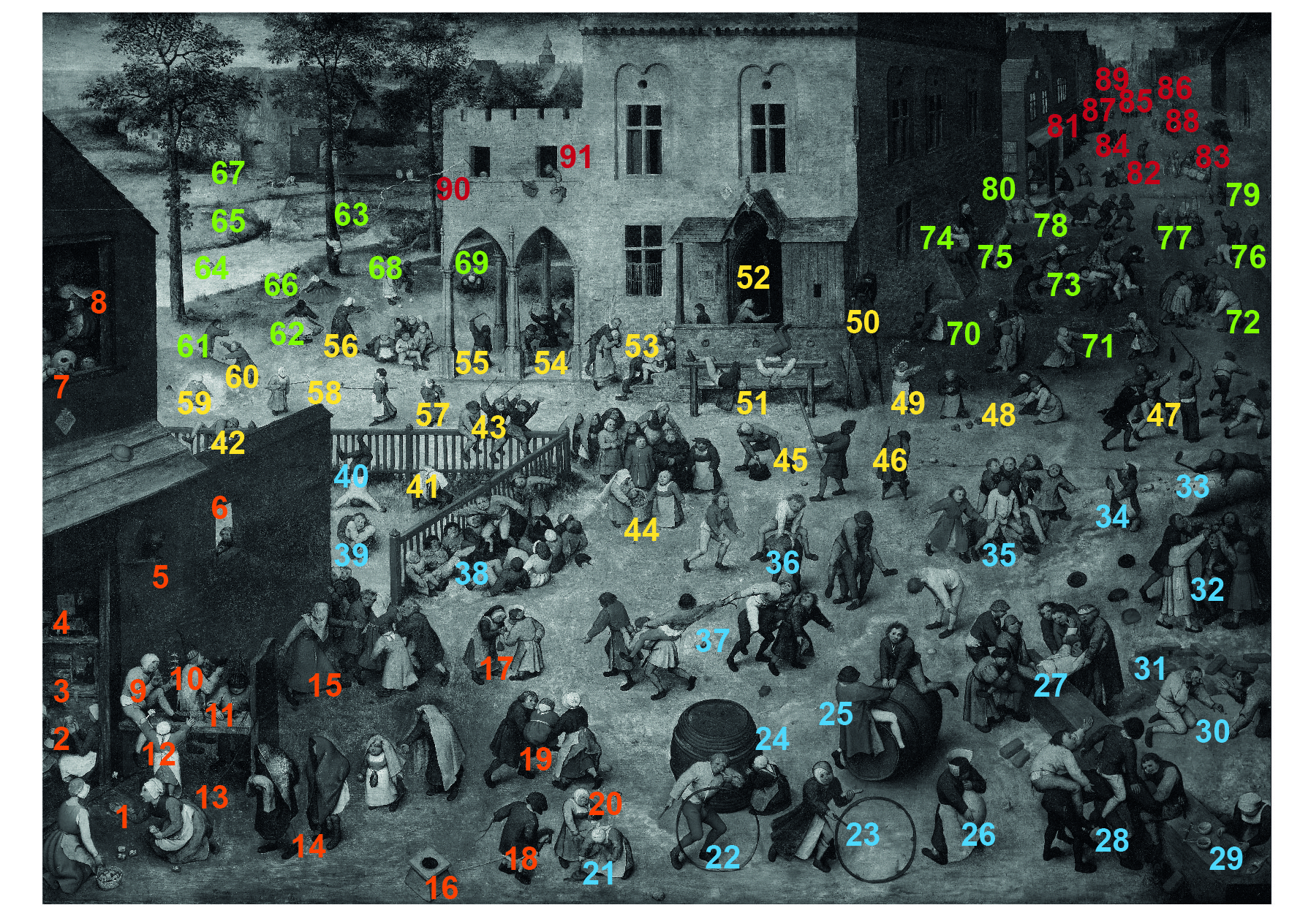